# 北俾斯麥板塊

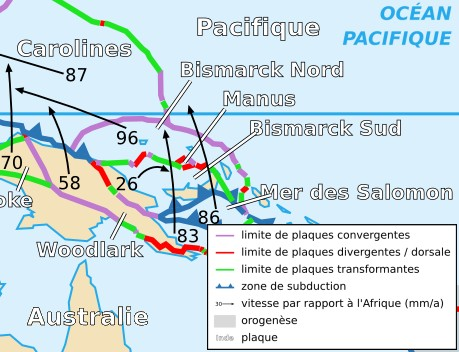
北俾斯麥板塊和鄰近板塊

北俾斯麥板塊（North Bismarck Plate）是太平洋俾斯麥海南部的小型板塊，位於新畿內亞東北岸附近的海域，北面與太平洋板塊和加洛林板塊碰撞，西面沉入木百靈板塊，與南俾斯麥板塊以分離板塊邊緣分隔，這個地區經常發生地震。